# Пересагуа, Факундо
Факу́ндо Переса́гуа (исп. Facundo Perezagua, 1860, Толедо — 1935, Бильбао) — испанский общественный и политический деятель.

## Биография
Работал поденщиком. Член Испанской социалистической рабочей партии. С 1885 года — один из ключевых пропагандистов и организаторов ИСРП в Бильбао, где в 1890 году возглавил первую первомайскую демонстрацию. В 1910 году участвовал во всеобщей забастовке шахтёров, сопровождавшейся баррикадными боями. Вместе с радикальным крылом организовал Коммунистическую рабочую партию Испании, которая позднее превратилась в Коммунистическую партию Испании.